# Lappida stratiotes
Lappida stratiotes är en insektsart som först beskrevs av Gerstaecker 1895.  Lappida stratiotes ingår i släktet Lappida och familjen Dictyopharidae. Inga underarter finns listade i Catalogue of Life.